# トーマース・ドゥーカス
トーマース・ドゥーカス（Θωμάς Δούκας, Thomas Doukas, ? - 1318年）は、エピロス専制公国の専制公（在位：1296年 - 1318年）。ニケフォロス1世の子。中世ギリシア語表記ではソマス・ドゥカス。

## 生涯
1290年、コンスタンティノポリス宮廷から専制公に叙せられ、父ニケフォロス1世の後継者として認められる。1296年、父の死により支配権を継承した。1313年に東ローマ帝国皇帝ミカエル9世パレオロゴスの娘アンナと結婚。若年のためあまり政治的な手腕を揮うことはなかったが、姉妹タマルの夫、アカイア公フィリッポ1世・ディ・ターラント（アンジュー家のナポリ王ロベルトの弟）と同盟を結び、エピロスの独立を維持する。しかし1318年、甥（異母姉妹マリアの息子）のケファロニア伯・ニコーラ・オルシーニに暗殺され、エピロス専制公国のアンゲロス家直系はここに断絶した。